# Palagonita

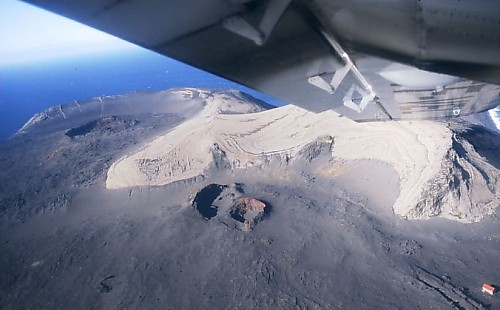
Vista aèria de la part central del volcà Surtsey. S'observen tobes de palagonita (color clar) que sobresurten del basalt (color fosc).

La palagonita és un material de color groguenc a cafè que es forma producte de l'alteració de vidre volcànic. És un material heterogeni que pot ser transparent i isotròpic qualificat com a gel o ser translucent, anisotròpic amb partícules fibroses o granulars. La palagonitizació és el procés en el qual un vidre volcànic es converteix en palagonita.